# دانغ توي ترام
دانغ توي ترام (26 نوفمبر 1942-22 يونيو 1970) طبيبة فيتنامية. عملت كجراحة ميدانية لدى الجيش الشعبي الفيتنامي والفيتكونغ خلال حرب فيتنام. جذبت مذكراتها عن زمن الحرب، التي تؤرخ العامين الأخيرين من حياتها، اهتماماً دولياً بعد نشرها في 2005.

## حياتها المبكرة
ولدت ترام في 26 نوفمبر 1942 في هانوي، فيتنام لعائلة من الأطباء امتدت لثلاثة أجيال. كان والدها، دانغ نغوك خوي جراحاًً وكانت والدتها، دوان نغوك ترام، صيدلانية. كانت ترام أيضاً الكبرى بين خمسة أشقاء، من بينهم ثلاث شقيقات أصغر وأخ أصغر.
ذهبت إلى المدرسة الثانوية في تشو فان آن (هانوي) ثم التحقت فيما بعد بجامعة هانوي الطبية أثناء دراستها الجامعية.
في 23 ديسمبر 1966، استقلت ترام، مع العديد من المدنيين الآخرين، شاحنة إلى محافظة كوانغ بنه وشرعت في العمل كجراحة ميدانية.

## يومياتها

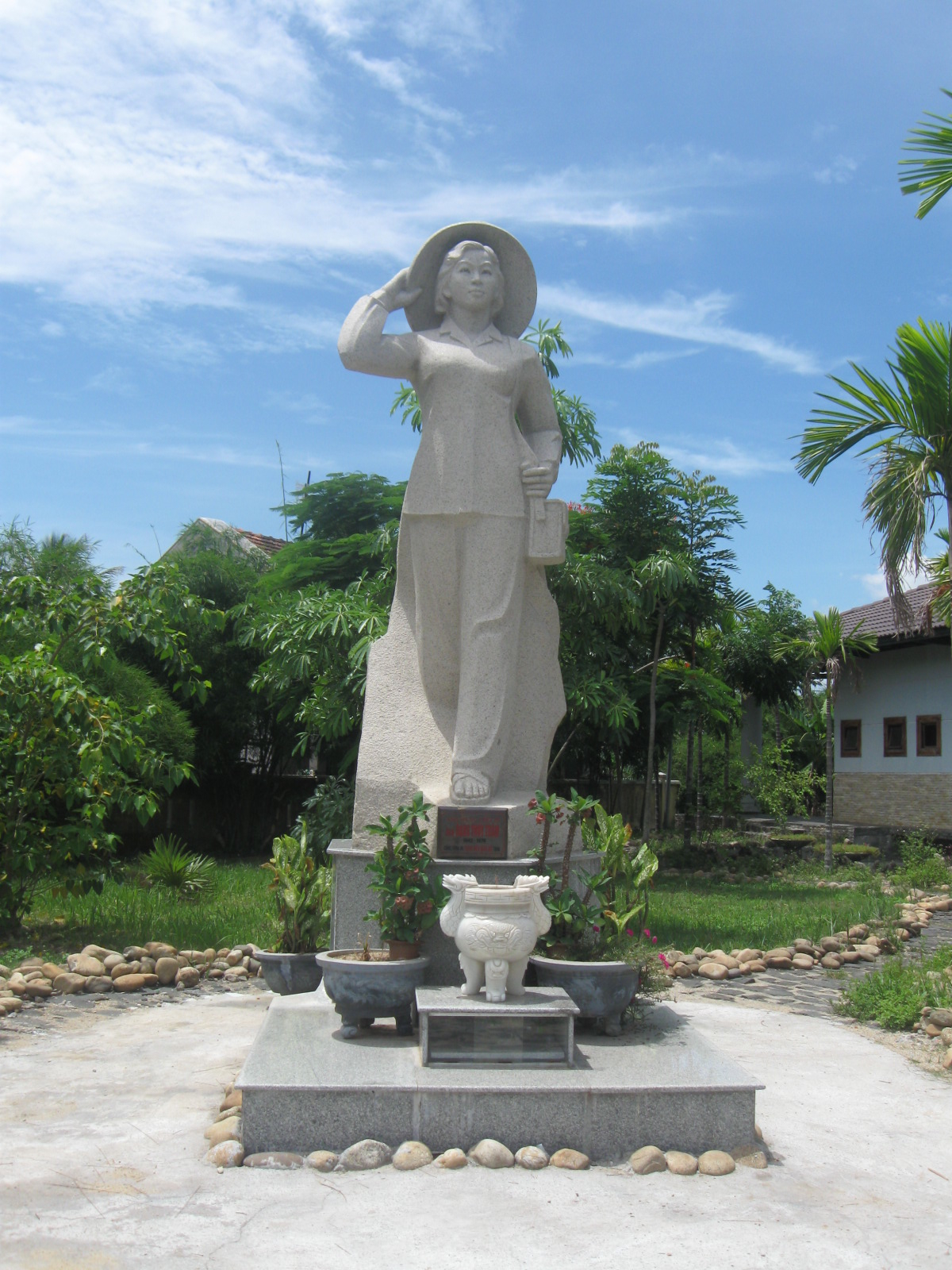
تمثال تذكاري لدانغ ترام توي

استولت القوات الأمريكية على إحدى مذكرات ترام المكتوبة بخط اليد في ديسمبر 1969. بعد وفاتها في معركة بالأسلحة النارية في 22 يونيو 1970، أخذ فريدريك (فريد) وايتهورست يوميات أخرى، وهو متخصص في الاستخبارات العسكرية يبلغ من العمر 22 عاماً. تحدى وايتهورست أمراً بحرق اليوميات وبدلاً من ذلك اتبع نصيحة مترجم فيتنامي جنوبي بعدم إتلافها. واحتفظ بهم لمدة 35 عاماً، بهدف إعادتهم في النهاية إلى عائلة ترام.
بعد عودته إلى الولايات المتحدة، تكلل بحث وايتهورست عن عائلة ترام في البداية بالفشل. وبعد حصوله على الدكتوراه في الكيمياء، انضم إلى مكتب التحقيقات الفيدرالي، لكنه لم يتمكن من الوصول إلى أي شخص من السفارة الفيتنامية. في مارس 2005، أحضر هو وشقيقه روبرت - وهو محارب آخر في فيتنام - اليوميات إلى مؤتمر في جامعة تكساس التقنية. وهناك، التقيا بالمصور تيد إنغلمان (وهو أيضاً من قدامى المحاربين في فيتنام) والذي عرض عليه البحث عن العائلة أثناء رحلته إلى فيتنام. بمساعدة دو خوان آنه، موظف في مكتب جمعية الأصدقاء الدينية بهانوي، تمكن إنغلمان من تحديد مكان والدة ترام، دوان نغوك ترام ووصل بعد ذلك إلى باقي أفراد أسرتها.
في يوليو 2005، نُشرت مذكرات ترام في فيتنام تحت عنوان (مذكرات دانغ توي ترام: حلمت بالسلام في الليلة الماضية) والتي سرعان ما أصبحت من أكثر الكتب مبيعاً. في أقل من عام، باع المجلد أكثر من 300.000 نسخة وجرت مقارنات بين كتابات ترام وكتابات آن فرانك.
في أغسطس 2005، سافر فريد وروبرت وايتهورست إلى هانوي لمقابلة عائلة ترام. وفي أكتوبر من ذلك العام، زارت عائلة ترام لوبوك، تكساس لعرض اليوميات المؤرشفة في أرشيف فيتنام بجامعة تكساس التقنية، ثم زارت فريد وايتهورست وعائلته.
تُرجمت اليوميات إلى الإنجليزية ونُشرت في سبتمبر 2007. وهي تتضمن صوراً عائلية وصوراً لترام. نُشرت ترجمات لليوميات بستة عشر لغة مختلفة على الأقل.
في 2009، صدر فيلم عن ترام للمخرج الفيتنامي دانغ نهات منه بعنوان دونغ دوت (لا تحرقه).

## مقتلها
كانت ترام تبلغ من العمر 27 عاماً عندما توفيت في 22 يونيو 1970 في دوك فو، محافظة كوانغ نغاي، فيتنام. قُتلت هي وزميل آخر على يد دورية من الكتيبة الرابعة الأمريكية، فوج المشاة الحادي والعشرون في منطقة مفتوحة لإطلاق النار أثناء السفر على طريق في غابة با تو في محافظة كوانج نغاي.